# Briva
|  | Per a altres significats, vegeu «Briva de Velai». |

Briva (occità) o Brive-la-Gaillarde (francès) és una ciutat occitana i municipi del Llemosí, que administrativament és la capital del departament francès de Corresa. L'any 2020 tenia 45.910 habitants.
Els habitants de Briva s'anomenen brivistes.

## Geografia
Situada al centre-oest del departament de la Corresa, Briva n'és la principal ciutat, molt més poblada que la prefectura de Tula. Briva la Galharda és a l'eix Paris-Tolosa (A20) i entre Bordeus i Clarmont d'Alvèrnia (A89).
L'etimologia del nom possiblement ve de l'arrel "bri" que designa zones d'argila, fangoses o amb maresmes; o bé del gal "briua" que significa pont o gual.

## Població
- Aglomeració: 50 009 habitants (+850, 1999/2006)
- Suburbis: 58 326 habitants (Briva, Mala Mòrt)
- Corona mitjana: 66 506 habitants (Briva, Mala Mòrt, Ussac, Sent Pantaleon de L'Archa)
- Corona mitjana: 80 895 habitants (Briva, Mala Mòrt, Ussac, Sent Pantaleon, Cosnac, Vares)
- Àrea urbana: 95 207 habitants

## Evolució demogràfica
| Evolució de la població |       |       |       |       |       |       |       |       |
| 1793                    | 1800  | 1806  | 1821  | 1831  | 1836  | 1841  | 1846  | 1851  |
| 5 847                   | 5 762 | 7 608 | 6 801 | 8 031 | 8 843 | 8 350 | 8 382 | 8 889 |

| 1856  | 1861  | 1866   | 1872   | 1876   | 1881   | 1886   | 1891   | 1896   |
| ----- | ----- | ------ | ------ | ------ | ------ | ------ | ------ | ------ |
| 9 384 | 9 854 | 10 389 | 10 765 | 11 920 | 14 182 | 15 707 | 16 803 | 18 111 |

| 1901   | 1906   | 1911   | 1921   | 1926   | 1931   | 1936   | 1946   | 1954   |
| ------ | ------ | ------ | ------ | ------ | ------ | ------ | ------ | ------ |
| 19 496 | 20 636 | 21 486 | 21 711 | 24 049 | 26 718 | 29 074 | 33 501 | 36 088 |

| 1962   | 1968   | 1975   | 1982   | 1990   | 1999   | 2006 | 2011 | 2016 |
| ------ | ------ | ------ | ------ | ------ | ------ | ---- | ---- | ---- |
| 40 175 | 46 561 | 51 828 | 51 511 | 49 765 | 49 127 | -    | -    | -    |

| 2019 | - | - | - | - | - | - | - | - |
| ---- | - | - | - | - | - | - | - | - |
| -    | - | - | - | - | - | - | - | - |

## Història
Briva va ser al principi un punt de creuament de la Corresa, com ho provaria el topònim gal Briva (ou Briua) «pont, calçada o pas amb gual». El pont primitiu va ser reemplaçat ràpidament per un pont romà (pont de Bouy) pensat per seguir l'itinerari que va de Lió a Bordeus per la vall de la Corresa. Aquest itinerari creuava un eix nord-sud que unia Poitiers amb Cahors. Una modesta vila sorgí, certificada per les restes de tallers de ceràmica.
La vila va ser cristianitzada al s. V per Martí anomenat l'Espanyol, damunt la tomba del qual Rorice Ier, bisbe de Llemotges, construí una basílica.
Al s.VI, va ser escenari d'una revolta dels nobles d'Aquitània que rebutjaven ser vassalls del rei d'Austràsia; es varen reunir a Briva i lluitaren sota el baluard de Gondovald, un bastard de Clotari, fill de Clovis. Però aquest «rei de Briva» va ser assassinat l'any 584. La basílica va ser incendiada i el Llemosí, unit a Austràsia. Sant Ferriol, bisbe de Limoges, va fer reconstruir la basílica i confià a una comunitat de canonges la difusió de l'Evangeli. Cap a l'any mil, Briva va esdevenir una vila canònica dotada de nombrosos llocs de culte.
Al s. XI, Briva, situada a la conjunció dels vescomtats de Llemotges, de Comborn i de Turena, tenia per senyor el bisbe de Llemotges. La ciutat ocupava tres hectàrees i estava protegida per una muralla amb quatre portes. A partir del segle xii, van créixer els suburbis extramurs, per una banda i l'altra de les vies d'accés. Però la vila no tenia castell perquè la seva protecció estava assegurada pels senyors de Malamort i els vescomtes de Turena. Aquesta protecció es va fer pesada; els burgesos, implicats en l'onada d'emancipació urbana general, van obtenir el consolat, que Lluís VIII de França confirmà el 1225. Els canonges van adoptar la regla de Sant Agustí i van reconstruir la col·legiata de Sant Martí. El 1341, per respectar l'ordre del rei, els quatre cònsols de Briva van emprendre la construcció d'una gran muralla que quintuplicà l'espai reclòs; la grandesa dels treballs va valer a la ciutat el sobrenom de «gallarda».
Pel tractat de Brétigny, Briva, que pertanyia a l'Aquitània, va esdevenir anglesa i ho va ser fins al trencament del tractat i la represa de la guerra, nou anys després. Començà aleshores un període vacil·lant amb una annexió tardana al rei de França. De nou lligada a Anglaterra el 1373, després de la traïció d'un cònsol, la vila va ser finalment reconquerida l'any següent pel rei de França, que abolí un temps el consolat i les franqueses.
Carles V va acabar per concedir-li la gràcia, i la vila restà sempre més fidel a la corona. El 1463, Lluís XI de França hi va ser acollit amb alegria. Romangué catòlica al mig d'una regió adaptada a la Reforma Protestant. Briva va ser saquejada per les tropes de Turena el 1577. Per recompensar la ciutat per la seva fidelitat, el rei en va fer la seu d'un presidial (antic tribunal de justícia).
El mercat de Brive-la-Gaillarde és l'escenari d'una de les cançons més divertides de Georges Brassens: Hecatombe, que parla d'una batalla campal entre les forces de l'ordre i les venedores del mercat.

## Administració
| Període      | Identitat              | Partit                        |
| ------------ | ---------------------- | ----------------------------- |
| 1870 - 1871  | Thomas Eugène le Clere | -                             |
| ? - 1925     | -                      | -                             |
| 1925 - 1940  | Henri Chapelle         | Radical socialista            |
| 1940 - 1944  | Louis Miginiac         | -                             |
| 1944         | Georges Michel         | -                             |
| 1944 - 1946  | Jean Labrunie          | SFIO                          |
| 1946 - 1947  | Maurice Rouel          | PCF                           |
| 1947 - 1961  | Henri Chapelle         | Radical socialista            |
| 1961 - 1965  | Roger Courbatère       | Radical                       |
| 1965 - 1966  | Jean Labrunie          | SFIO                          |
| 1966 - 1995  | Jean Charbonnel        | Gaullista - UDR després ARGOS |
| 1995 - 2008  | Bernard Murat          | UMP                           |
| Des del 2008 | Philippe Nauche        | PS                            |

## Agermanaments
- Castell d'Aro, Platja d'Aro i s'Agaró
- Lauf an der Pegnitz
- Sikasso
- Guimarães
- Joliette
- Melitopol

## Personatges il·lustres
- Blanca Selva, pianista d'origen català.
- Pierre André Latreille, entomòleg.